# Чурашов, Никита Алексеевич
Никита Алексеевич Чурашов (родился 11 февраля 1996 года в Красноярске, Красноярский край) — российский регбист, десятый номер, игрок команды «Енисей-СТМ».

## Биография
Воспитанник академии клуба, первый тренер — Евгений Мочнев. В главной команде с 2016 года.  Дебютировал 22 мая 2016 года в игре на Кубок против команды «Юность Москвы», набрал 7 очков в матче. 
В чемпионате-2016 набрал 25 очков (попытка и 10 реализаций). Сезон 2017 года провел в аренде в «Металлурге». В матче против СТМ набрал 13 очков из 18 командных, получив хвалебные отзывы от тренеров. 
Сезон 2018 провел на высоком уровне, став лучшим бомбардиром чемпионата (122 очка).  Также стал обладателем «Континентального Щита».
Проведя ударно сезон 2018 года, получил вызов на осенние тест-матчи . Дебютировал в игре против клуба «Ньюпорт» .
В декабре 2021 года получил трехмесячную дисквалификацию из-за допинга.

## Достижения
- Чемпион России: 2016, 2018, 2019, 2020/21
- Обладатель Кубка России: 2016, 2018,2020